# Пријепоље
Пријепоље је градско насеље у Србији и седиште истоимене општине у Златиборском управном округу. Смештено је на ушћу Милешевке у Лим, у подножју планине Јадовник. У његовој непосредној близини је манастир Милешева и стари град Милешевац. Током Другог светског рата у њему се водила Пријепољска битка. Према попису из 2022. било је 11.928 становника.

## Географија
Пријепоље са широм околином (Пријепољски крај) обухвата средње Полимље. То је претежно брдскопланински предео, о чему сведочи и просечна надморска висина која износи око 1.200 м. Најнижа тачка области је ушће Милешевке у Лим (440 м), док високе планине које се уздижу над Лимом достижу висину од 1734 м, колико је висок врх Катунић на Јадовнику.
Старо језгро Пријепоља развило се на алувијалним равнима и речним терасама десне обале Лима, на месту на ком се у њега улива Милешевка. Касније се Пријепоље развило око Лима, чија га долина пресеца правцем југоисток - северозапад, и његових притока Милешевке и Сељашнице. Свака од ових река привлачи посетиоце у Пријепоље, пошто свака поседује особене дражи:
- Лим својим брзацима
- Милешевка својим живописним кањоном
- Сељашница својим чувеним пастрмкама

Лим у Пријепољском крају има неколико притока, од којих многе имају претежно бујични карактер. То су реке:
- Гробљанска, Страњанска, Дубочица, Крушевица, Рибњак, Зебуђа, Сопотница, Милешевка и Бистрица са десне стране
- Гостунска, Слатинска, Комаранска река, Грачаница, Миоска, Ратајска, Сељашница и Љупча са леве стране.

У непосредној близини Пријепоља, на обронцима Јадовника, сместили су се Слапови Сопотнице. Они побуђују пажњу и одушевљење све већег броја посетилаца, које привлачи ова природна лепота, однедавно заштићена као споменик природе.
Под истом заштитом је Свети Бор, важан како за своје природно богатство, тако и културно за становнике околних села.

### Клима
Клима у Пријепољу је умереноконтинентална, са локалним специфичностима које изазива утицај рељефних облика. На оваквој клими град треба да захвали подједнакој удаљености од:
- Јадранског мора (140 km) - м
- мара имнеаклиме
- Панонске низије (160 km) - континентална клима

За спречавање снажнијег утицаја неке од ових клима додатно су заслужни високи планински масиви, који се простиру између Пријепоља и средишта ових климатских облика.
Просечна количина падавина на овом простору је око 789,5 mm/m², с тим да их је најмање током зиме и пролећа, а највише током јесени и лета.
Просечна температура је 9,3 °C, са највишом средњом температуром од 19,1 °C у јулу и најнижом од -2,8 °C у јануару.

### Путна повезаност
Град се налази на раскрсници старих караванских путева, који и данас постоје.
- Крећући се на југ, узводно долином Лима, пут преко Бродарева води ка Бијелом Пољу (55 km), Мојковцу, Колашину, Подгорици и Бару.
- Крећући се на исток, Милешевком и даље преко Јадовника, стиже се до Сјенице (30 km), Новог Пазара, Приштине, Скопља и Солуна.
- Крећући се на север, низ Лим, стиже се у Бистрицу (10 km) у којој се пут дели на два смера:
  - према Прибоју (27 km) и даље према Босни
  - према Новој Вароши (30 km) и даље преко Златибора ка Ужицу, Пожеги, Ваљеву и Београду.
- Крећући се ка западу, уз Сељашницу и потом преко Јабуке, пут води у Пљевља (30 km) и Жабљак.

Овде се налази Железничка станица Пријепоље.

## Историја
На простору Пријепоља постоје остаци људског становања још из праисторијског доба, па све до данашњих дана. Један од најзначајнијих археолошких налазишта на овом простору је локалитет Дворине, на коме је откривен већи број предмета од керамике, стакла, бронзе, сребра и злата, а датиран је у римско доба.
Најстарији помен Пријепоља под тим именом је из 1332. године код Гијома Адама, а у аналима Дубровачке републике спомиње се први пут 1343. године. Пријепоље се у средњем веку развијало као трг (пијаца) манастира Милешева и налазило се на тзв. дубровачком друму који је повезивао обалу средњег Јадрана са централним и источним деловима Балканског полуострва. Развој Пријепоља стога је уско повезан са трговцима који су кроз њега пролазили и у њему трговали још од средњег века.
Пријепоље и Полимље били су саставни део Рашке и један од средишњих делова ране немањићке државе. О томе сведочи и велики број манастира и цркава у долини Лима. Сматра се да је у жупама Дабру, Црној Стени, Звијезду, Бихору, Љубовиђи, Будимљи и Плаву у лимској долини у средњем веку подигнуто око седамдесетак манастира и цркава. После распада Српског царства и пораза Николе Алтомановића, овај крај улази у састав Бановине Босне, чиме је она стекла део немањићког легитимитета. Управо се на немањићким традицијама, на гробу Светог Саве у манастиру Милешева, тадашњи бан Твртко I Котроманић овенчао за „краља Срба, Босне и Приморја“, истакавши се за настављача Немањиног лика и дела и новог српског краља. Године 1448. у Милешеви се за херцега од светог Саве прогласио Стефан Вукчић Косача, по чему је и Херцеговина добила име. Пропаст српске средњовековне државе и долазак Турака Османлија на ове просторе није заобишао ни Пријепоље, које је своје ослобођење дочекало тек 27. октобра 1912. године у Првом балканском рату. Све то време манастир Милешева био је духовно и културно средиште српског народа у овом крају. У њему је током 15. века било седиште Милешевске митрополије, док је у 16. веку у њему радила једна од најстаријих српских штампарија.
Иако су се Турци задржали на овим просторима до 1912. године, овај крај је узео активног учешћа у значајним борбама српског народа током 19. века, од Првог српског устанка преко Бабинске буне (1875), Јаворског рата (1876) и Раоничке буне, па све до балканских ратова и коначног ослобођења. Одлукама Берлинског конгреса, Рашка област је остала у саставу Отоманске империје, која је у њој имала цивилну, док је Аустроугарска држала војну власт, спречивши тако спајање и уједињење Србије и Црне Горе, као две српске земље. У времену од 1880. до 1912. године, Пријепоље се налазило у саставу Пљеваљског санџака. У том периоду на стени крај Лима у Пријепољу, подигнута је мала католичка капелица. Заузимањем Рашко-призренског митрополита Нићифора Перића, у Пријепољу је почетком 20. века основан "Фонд Св. Василија Острошког".
У време Краљевине СХС Милешевски срез је био део Ужичке области, а затим Зетске бановине. Споменик палима у ратовима 1912-18. је откривен 16. новембра 1924. Половином 1920-тих, место се описује као „жалосна варошица”; окружно седиште је пребачено у Пљевља; није било добрих саобраћајних веза; отворена је гимназија, одмах поред судског затвора. У пожару 30. августа 1935. страдао је конак поседника и бившег посланика Мухамеда Хашимбеговића и неколико околних објеката.
Током Другог светског рата на овим просторима вођена је чувена Пријепољска битка, у којој су Немци напали партизанску болницу на левој обали Лима. Остаци болнице сачувани су данас као спомен-комплекс погинулим родољубима у сукобу са окупатором. На превоју Јабука изнад Пријепоља, у нападу на четничке положаје, погинуо је један од најмлађих народних хероја и чувени дечак-бомбаш Бошко Буха, које је тада имао свега 17 година. У периоду од 1941. до 1944. Пријепоље се налазило у саставу квислиншке творевине Независне Државе Црне Горе, која је била под италијанском и немачком окупацијом.
Овде се налазе ОШ „Милосав Стиковић” и ОШ „Владимир Перић Валтер”.

## Културно историјски споменици

### Манастир Милешева
Манастир Милешева је један од најзначајнијих српских манастира, познат као гробно место светог Саве и чувен по својој фресци „Бели Анђео“, која је стране путописце XIX века приморала на толико дивљење да јој, према речима једног од њих, ни Ђото није раван. О лепоти ове фреске сведочи и чињеница да је представљала Европу у првој размени сателитских сигнала са Америком 60-их година 20. века. Поред тога у манастиру се налази и фреска Светог Саве за коју се сматра да је његов најреалнији приказ. Манастир је подигао између 1218. и 1219. године српски принц (касније краљ) Владислав, а данас се налази под заштитом УНЕСКО-а.
У Пријепољу се налази и Саборна црква Светог Василија Острошког.

### Ибрахим-пашина џамија
Ибрахим-пашина џамија је најстарија џамија у Пријепољу. Први пут се помиње у „Путопису“ Евлије-Челебије. Саградио ју је Ибрахим-паша, син херцеговачког субаше, у XVI веку. У XVIII веку, током угарско- турског рата џамија је страдала, али бива обновљена заслугом мештанке Баки- хануме. Гробље-мезарје поред џамије је посебно значајно и обилује старим и богато израђеним нишанима од сиге, камена и мермера. Постоје: улемански, дервишки, агински, хаџијски, пашински, трговачки, момачки, девојачки и други. Поред џамије су и мезари градитеља џамије - Ибрахим-паше и његове сестре Кајдафе. Нишани на њиховим мезарима најстарији су очувани нишани на територији Пријепоља. На мезару Кајдафе стоји натпис - „Кајдафа, кћи Искендерова, година 1048" (хиџретска, односно 1638. година). У углу џамије узидан је сунчани сат („елтифа“), у смеру исток-запад, који је уједно и једини аутентичан предмет из времена градње џамије.

## Остали културно-историјски споменици
Поред Милешеве, на простору Пријепоља налазе се и манастири:
- Давидовица (13. век), коју је подигао Давид Немањић, најмлађи син Вукана Немањића
- Куманица

Старе тврђаве:
- Милешевац
- Ковин

Остаци исламске архитектуре:
- Ибрахим-пашина џамија у Шарампову, покривена ћерамидом и са једним минаретом.
- Пријепољска сахат-кула

Овде се налази и Библиотека „Вук Караџић“.

## Демографија
У насељу Пријепоље живи 10.685 пунолетних становника, а просечна старост становништва износи 41,8 година (40,7 код мушкараца и 42,9 код жена).
Становништво у овом насељу је мешовито, уз српску већину (према попису из 2011. године), а у последња два пописа приметан је пад у броју становника.
|             | \| Демографија[8] \| Демографија[8] \| Демографија[8] \| \| Година \| Становника \| Становника \| \| -------------- \| -------------- \| -------------- \| \| 1948. \| 2.828 \| \| \| 1953. \| 3.536 \| \| \| 1961. \| 5.303 \| \| \| 1971. \| 10.904 \| \| \| 1981. \| 14.543 \| \| \| 1991. \| 15.634 \| 15.527 \| \| 2002. \| 15.031 \| 16.332 \| \| 2011. \| 13.330 \| \| |            |
| Демографија | |            |
| Година      | Становника | Становника |
| 1948.       | 2.828 |            |
| 1953.       | 3.536 |            |
| 1961.       | 5.303 |            |
| 1971.       | 10.904 |            |
| 1981.       | 14.543 |            |
| 1991.       | 15.634 | 15.527     |
| 2002.       | 15.031 | 16.332     |
| 2011.       | 13.330 |            |

| Етнички састав према попису из 2011.‍ | Етнички састав према попису из 2011.‍ | Етнички састав према попису из 2011.‍ | Етнички састав према попису из 2011.‍ | Етнички састав према попису из 2011.‍ |
| ------------------------------------ | ------------------------------------ | ------------------------------------ | ------------------------------------ | ------------------------------------ |
|                                      |                                      |                                      |                                      |                                      |
| Срби                                 | Срби                                 |                                      | 8.151                                | 61,14%                               |
| Бошњаци                              | Бошњаци                              |                                      | 3.374                                | 25,31%                               |
| Муслимани                            | Муслимани                            |                                      | 1.169                                | 8,77%                                |
| Роми                                 | Роми                                 |                                      | 193                                  | 1,44%                                |
| Црногорци                            | Црногорци                            |                                      | 54                                   | 0,40%                                |
| Југословени                          | Југословени                          |                                      | 19                                   | 0,14%                                |
| Албанци                              | Албанци                              |                                      | 16                                   | 0,12%                                |
| Горанци                              | Горанци                              |                                      | 12                                   | 0,09%                                |
| Хрвати                               | Хрвати                               |                                      | 8                                    | 0,06%                                |
| Словаци                              | Словаци                              |                                      | 4                                    | 0,03%                                |
| Бугари                               | Бугари                               |                                      | 3                                    | 0,02%                                |
| Руси                                 | Руси                                 |                                      | 3                                    | 0,02%                                |
| Македонци                            | Македонци                            |                                      | 1                                    | 0,00%                                |
| Украјинци                            | Украјинци                            |                                      | 1                                    | 0,00%                                |
| Мађари                               | Мађари                               |                                      | 1                                    | 0,00%                                |
| Русини                               | Русини                               |                                      | 1                                    | 0,00%                                |
| Остали                               | Остали                               |                                      | 3                                    | 0,02%                                |
| Регионална припадност                | Регионална припадност                |                                      | 7                                    | 0,05%                                |
| Неизјашњени                          | Неизјашњени                          |                                      | 218                                  | 1,63%                                |
| Непознато                            | Непознато                            |                                      | 92                                   | 0,69%                                |
| укупно: 13.330                       |                                      |                                      |                                      |                                      |

| Етнички састав према попису из 2002.‍ | Етнички састав према попису из 2002.‍ | Етнички састав према попису из 2002.‍ | Етнички састав према попису из 2002.‍ | Етнички састав према попису из 2002.‍ |
| ------------------------------------ | ------------------------------------ | ------------------------------------ | ------------------------------------ | ------------------------------------ |
|                                      |                                      |                                      |                                      |                                      |
| Срби                                 | Срби                                 |                                      | 9.411                                | 62,61%                               |
| Бошњаци                              | Бошњаци                              |                                      | 3.941                                | 26,21%                               |
| Муслимани                            | Муслимани                            |                                      | 1.225                                | 8,14%                                |
| Роми                                 | Роми                                 |                                      | 140                                  | 0,93%                                |
| Црногорци                            | Црногорци                            |                                      | 139                                  | 0,92%                                |
| Остали                               | Остали                               |                                      | 175                                  | 1,16%                                |
| укупно: 15.031                       |                                      |                                      |                                      |                                      |

| \| \| м \| \| \| ж \| \| ? \| 15 \| \| \| 42 \| \| 80+ \| 45 \| \| \| 70 \| \| 75—79 \| 71 \| \| \| 122 \| \| 70—74 \| 158 \| \| \| 188 \| \| 65—69 \| 316 \| \| \| 340 \| \| 60—64 \| 460 \| \| \| 466 \| \| 55—59 \| 395 \| \| \| 435 \| \| 50—54 \| 552 \| \| \| 579 \| \| 45—49 \| 549 \| \| \| 607 \| \| 40—44 \| 517 \| \| \| 579 \| \| 35—39 \| 505 \| \| \| 521 \| \| 30—34 \| 500 \| \| \| 530 \| \| 25—29 \| 563 \| \| \| 581 \| \| 20—24 \| 581 \| \| \| 627 \| \| 15—19 \| 595 \| \| \| 586 \| \| 10—14 \| 590 \| \| \| 589 \| \| 5—9 \| 500 \| \| \| 473 \| \| 0—4 \| 430 \| \| \| 354 \| \| Просек : \| 35,0 \| \| \| 36,4 \| |      |  |  |      |
| |      |  |  |      |
| | м    |  |  | ж    |
| ? | 15   |  |  | 42   |
| 80+ | 45   |  |  | 70   |
| 75—79 | 71   |  |  | 122  |
| 70—74 | 158  |  |  | 188  |
| 65—69 | 316  |  |  | 340  |
| 60—64 | 460  |  |  | 466  |
| 55—59 | 395  |  |  | 435  |
| 50—54 | 552  |  |  | 579  |
| 45—49 | 549  |  |  | 607  |
| 40—44 | 517  |  |  | 579  |
| 35—39 | 505  |  |  | 521  |
| 30—34 | 500  |  |  | 530  |
| 25—29 | 563  |  |  | 581  |
| 20—24 | 581  |  |  | 627  |
| 15—19 | 595  |  |  | 586  |
| 10—14 | 590  |  |  | 589  |
| 5—9 | 500  |  |  | 473  |
| 0—4 | 430  |  |  | 354  |
| Просек : | 35,0 |  |  | 36,4 |

| Година пописа     | 1948. | 1953. | 1961. | 1971. | 1981. | 1991. | 2002. |
| ----------------- | ----- | ----- | ----- | ----- | ----- | ----- | ----- |
| Број домаћинстава | 726   | 895   | 1.410 | 2.951 | 4.007 | 4.279 | 4.448 |

| Број чланова      | 1   | 2   | 3   | 4     | 5   | 6   | 7  | 8  | 9 | 10 и више | Просек |
| ----------------- | --- | --- | --- | ----- | --- | --- | -- | -- | - | --------- | ------ |
| Број домаћинстава | 587 | 823 | 810 | 1.293 | 597 | 223 | 75 | 26 | 9 | 5         | 3,38   |

| Пол    | Укупно | Неожењен/Неудата | Ожењен/Удата | Удовац/Удовица | Разведен/Разведена | Непознато |
| ------ | ------ | ---------------- | ------------ | -------------- | ------------------ | --------- |
| Мушки  | 5.822  | 1.875            | 3.686        | 188            | 54                 | 19        |
| Женски | 6.273  | 1.689            | 3.694        | 707            | 168                | 15        |
| УКУПНО | 12.095 | 3.564            | 7.380        | 895            | 222                | 34        |

| Пол    | Укупно                    | Пољопривреда, лов и шумарство | Рибарство                            | Вађење руде и камена | Прерађивачка индустрија       |
| ------ | ------------------------- | ----------------------------- | ------------------------------------ | -------------------- | ----------------------------- |
| Мушки  | 2.525                     | 92                            | 1                                    | 7                    | 693                           |
| Женски | 2.071                     | 33                            | 0                                    | 2                    | 872                           |
| Укупно | 4.596                     | 125                           | 1                                    | 9                    | 1.565                         |
|        |                           |                               |                                      |                      |                               |
| Пол    | Производња и снабдевање   | Грађевинарство                | Трговина                             | Хотели и ресторани   | Саобраћај, складиштење и везе |
| Мушки  | 72                        | 245                           | 368                                  | 102                  | 313                           |
| Женски | 15                        | 21                            | 319                                  | 71                   | 43                            |
| Укупно | 87                        | 266                           | 687                                  | 173                  | 356                           |
|        |                           |                               |                                      |                      |                               |
| Пол    | Финансијско посредовање   | Некретнине                    | Државна управа и одбрана             | Образовање           | Здравствени и социјални рад   |
| Мушки  | 33                        | 49                            | 209                                  | 150                  | 90                            |
| Женски | 48                        | 30                            | 83                                   | 184                  | 292                           |
| Укупно | 81                        | 79                            | 292                                  | 334                  | 382                           |
|        |                           |                               |                                      |                      |                               |
| Пол    | Остале услужне активности | Приватна домаћинства          | Екстериторијалне организације и тела | Непознато            | Непознато                     |
| Мушки  | 52                        | 0                             | 0                                    | 49                   | 49                            |
| Женски | 32                        | 1                             | 0                                    | 25                   | 25                            |
| Укупно | 84                        | 1                             | 0                                    | 74                   | 74                            |

## Значајни Пријепољци
- Александар Станишић, професор, министар (1877—1934)
- Сретен Вукосављевић, социолог (1881—1960)
- Василије Марковић, историчар (1882—1920)
- Милан Минић, архитекта, сликар (1889—1961)
- Љубиша Миодраговић, народни херој (1913—1941)
- Милосав Стиковић, народни херој (1914—1943)
- Владимир Перић Валтер, народни херој (1919—1945)
- Звонимир Червенко, хрватски генерал (1926—2001)
- Петар Влаховић, етнолог и антрополог (1927—2016)
- Латиф Чичић, фудбалер (1943)
- Предраг Пузовић, свештеник, професор (1950)
- Јован Љуштановић, професор дечје књижевности (1954–2019)
- Данило Лазовић, глумац (1951—2006)
- Сефер Халиловић, генерал АРБиХ (1952)
- Владе Дивац, кошаркаш (1968)
- Сабахудин Мурановић, карикатуриста (1968)
- Ацо Пејовић, певач (1972)
- Елмедин Ровчанин, црногорски политичар (1974)
- Џенан Лончаревић, певач (1975)
- Ивица Драгутиновић, фудбалер (1975)
- Михајло Пјановић, фудбалер (1977)
- Раде Новковић, фудбалер (1980)
- Александар Свитлица, рукометаш (1982)
- Немања Петрић, одбојкаш (1987)
- Миљан Пушица, рукометаш (1991)
- Амар Мешић, глумац (1991)
- Михаило Цмиљановић, фудбалер (1994)
- Александар Ланговић, кошаркаш (2001)
- Лука Шуљагић, одбојкаш (1986)
- Витомир Пушоњић, писац (1946)